# Thành phố Traverse, Michigan
Thành phố Traverse' (/ˈtrævərs ˈsɪti/ hay địa phương /ˈtrævər.sɪti/) là một thành phố ở tiểu bang Michigan của Hoa Kỳ. Nó là quận lỵ của quận Grand Traverse  mặc dù một phần nhỏ kéo dài vào quận Leelanau. Đây là thành phố lớn nhất trong khu vực Bắc Michigan gồm 21 quận. Dân số là 14.674 trong cuộc điều tra dân số năm 2010, với 143.372 ở khu vực vi đô thị Traverse.
Khu vực Thành phố Traverse là nhà sản xuất anh đào chua lớn nhất ở Hoa Kỳ, tính đến năm 2010. Gần thời điểm thu hoạch anh đào, thành phố tổ chức Lễ hội Anh đào Quốc gia kéo dài hàng tuần trong tuần đầy đủ đầu tiên của tháng 7, thu hút khoảng 500.000 du khách mỗi năm. Các vùng nông thôn xung quanh cũng sản xuất nho và là một trong những trung tâm sản xuất rượu vang ở Midwest.  Ngành du lịch, cả mùa hè và mùa đông, là một ngành chủ chốt khác. Khu vực Thành phố Traverse có các điểm tham quan tự nhiên đa dạng, bao gồm các bãi biển nước ngọt, vườn nho, Bờ hồ Quốc gia, khu trượt tuyết xuống dốc và nhiều khu rừng. Năm 2009, TripAdvisor bầu chọn thành phố Traverse là điểm đến du lịch thị trấn nhỏ số hai tại Hoa Kỳ. Vào năm 2012, thành phố đã được liệt kê trong số 10 nơi tốt nhất để nghỉ hưu ở nước này theo U.S. News & World Report.